# Гудуик
Гу̀дик (на английски: Goodwick; на уелски: Wdig, У̀диг) е град в Югозападен Уелс, графство Пембрукшър. Разположен е в южната част залива Кардиган Бей на Ирландско море на около 150 km на северозапад от столицата Кардиф. На около 25 km на юг от Гудик се намира главният административен център на графството Хавърфордуест. Има малко пристанище, ферибот и крайна жп гара, която ползва заедно със съседния град Фишгард, намиращ се на около 3 km на изток от Гудик. Морски курорт. Риболов. Населението му е 1850 жители според данни от преброяването през 2001 г.